# Gressy (Sena i Marne)
Gressy és un municipi francès, situat al departament de Sena i Marne i a la regió de Illa de França. L'any 2007 tenia 908 habitants.
Forma part del cantó de Claye-Souilly, del districte de Meaux i de la Comunitat d'aglomeració Roissy Pays de France.

## Demografia

### Població
El 2007 la població de fet de Gressy era de 908 persones. Hi havia 328 famílies, de les quals 48 eren unipersonals (32 homes vivint sols i 16 dones vivint soles), 114 parelles sense fills, 146 parelles amb fills i 20 famílies monoparentals amb fills.
La població ha evolucionat segons el següent gràfic:
Habitants censats

### Habitatges
El 2007 hi havia 345 habitatges, 334 eren l'habitatge principal de la família, 2 eren segones residències i 9 estaven desocupats. 298 eren cases i 47 eren apartaments. Dels 334 habitatges principals, 296 estaven ocupats pels seus propietaris, 36 estaven llogats i ocupats pels llogaters i 2 estaven cedits a títol gratuït; 3 tenien una cambra, 19 en tenien dues, 23 en tenien tres, 26 en tenien quatre i 264 en tenien cinc o més. 297 habitatges disposaven pel capbaix d'una plaça de pàrquing. A 111 habitatges hi havia un automòbil i a 214 n'hi havia dos o més.

### Piràmide de població
La piràmide de població per edats i sexe el 2009 era:
| Homes | Edats   | Dones |
| ----- | ------- | ----- |
| 0     | 95 o +  | 0     |
| 0     | 90 a 94 | 0     |
| 0     | 85 a 89 | 0     |
| 4     | 80 a 84 | 0     |
| 4     | 75 a 79 | 4     |
| 8     | 70 a 74 | 8     |
| 4     | 65 a 69 | 8     |
| 16    | 60 a 64 | 24    |
| 36    | 55 a 59 | 36    |
| 44    | 50 a 54 | 32    |
| 56    | 45 a 49 | 44    |
| 40    | 40 a 44 | 52    |
| 24    | 35 a 39 | 16    |
| 20    | 30 a 34 | 36    |
| 24    | 25 a 29 | 12    |
| 21    | 20 a 24 | 24    |
| 32    | 15 a 19 | 40    |
| 28    | 10 a 14 | 36    |
| 16    | 5 a 9   | 12    |
| 20    | 0 a 4   | 8     |

## Economia
El 2007 la població en edat de treballar era de 626 persones, 455 eren actives i 171 eren inactives. De les 455 persones actives 434 estaven ocupades (233 homes i 201 dones) i 21 estaven aturades (10 homes i 11 dones). De les 171 persones inactives 69 estaven jubilades, 69 estaven estudiant i 33 estaven classificades com a «altres inactius».

### Ingressos
El 2009 a Gressy hi havia 326 unitats fiscals que integraven 907 persones, la mediana anual d'ingressos fiscals per persona era de 33.259 €.

### Activitats econòmiques
Dels 24 establiments que hi havia el 2007, 1 era d'una empresa de fabricació de material elèctric, 1 d'una empresa de fabricació d'altres productes industrials, 1 d'una empresa de construcció, 3 d'empreses de comerç i reparació d'automòbils, 2 d'empreses de transport, 2 d'empreses d'hostatgeria i restauració, 1 d'una empresa financera, 2 d'empreses immobiliàries, 7 d'empreses de serveis i 4 d'entitats de l'administració pública.
Dels 2 establiments de servei als particulars que hi havia el 2009, 1 era una lampisteria i 1 restaurant.

## Equipaments sanitaris i escolars
L'únic equipament sanitari que hi havia el 2009 era una ambulància.
El 2009 hi havia una escola elemental integrada dins d'un grup escolar amb les comunes properes formant una escola dispersa.

## Poblacions més properes
El següent diagrama mostra les poblacions més properes.